# Microcentrum californicum
Microcentrum californicum är en insektsart som beskrevs av Morgan Hebard 1932. Microcentrum californicum ingår i släktet Microcentrum och familjen vårtbitare. Inga underarter finns listade i Catalogue of Life.